# Het Vaderland
Het Vaderland (deutsch Das Vaterland) war von 1869 bis 1982 eine niederländische Regionalzeitung mit Redaktionssitz in Den Haag. Von der Auflage her gesehen eher klein, verfügte das Vaderland jedoch über ein hohes Renommee und brachte bedeutende Journalisten hervor, so wurde einer der Chefredakteure, Hendrik Goeman Borgesius, später niederländischer Innenminister.

## Geschichte

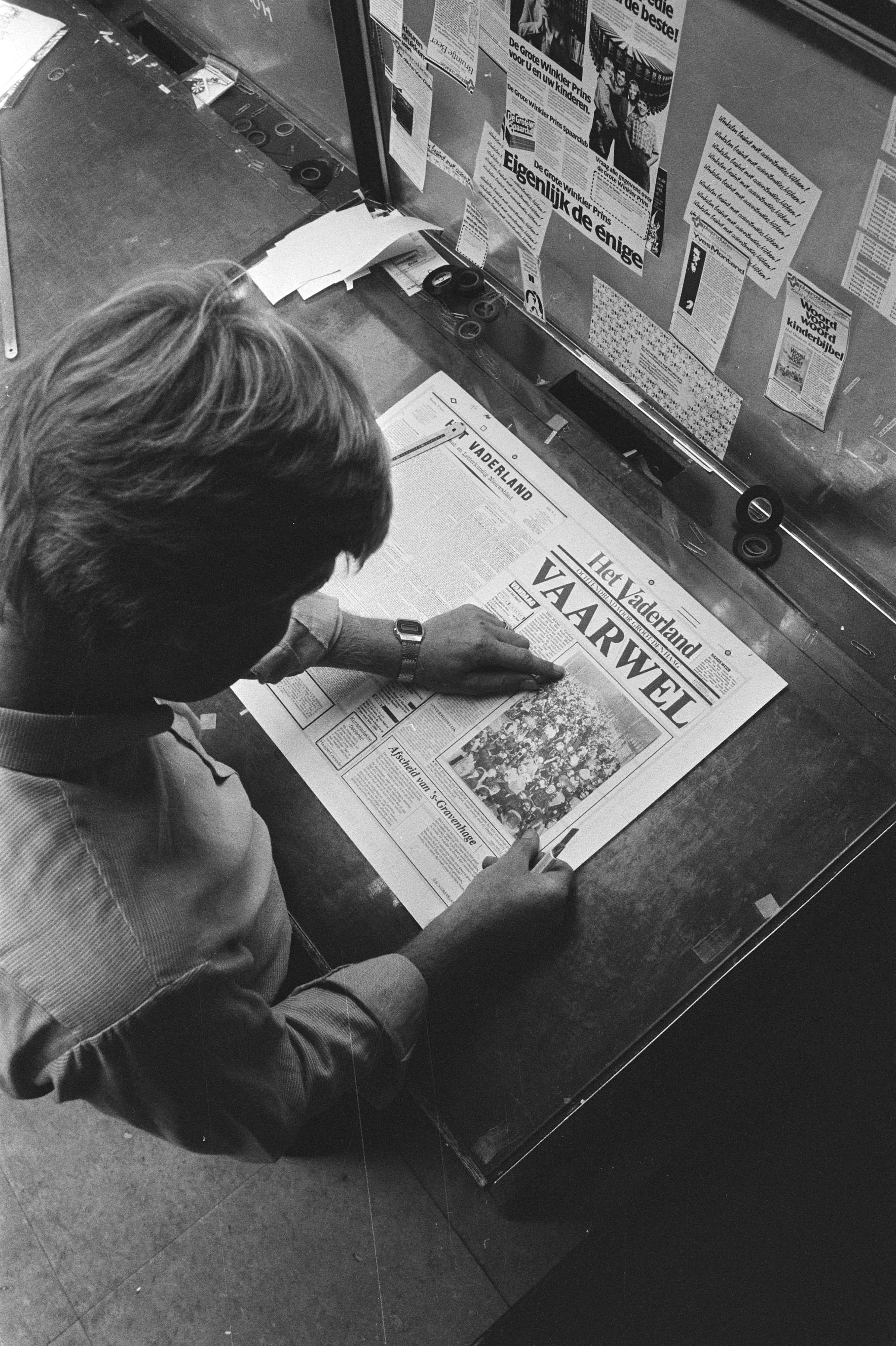
Ende (1982)

Das Vaderland wurde als liberales Gegenstück zum konservativen Dagblad van Zuid Holland gegründet, die erste Ausgabe erschien am 12. April 1869. 1876 führte es als erste niederländische Zeitung ein Feuilleton als feste Rubrik ein. Die Auflage blieb in der Folgezeit gering (1882 wurde ein Wert von 2.500 Exemplaren erreicht), dennoch konnte sich die Zeitung zu einem Renommierblatt entwickeln. Insbesondere war es mit der Schaffung eines Feuilletons nicht nur Vorreiter gewesen, sondern beschäftigte während seiner gesamten Zeit dort bedeutende Redakteure wie zum Beispiel Pierre H. Dubois und Menno ter Braak. Seit 1906 wurde neben einer Abend- auch eine Morgenausgabe herausgegeben.
1924 erwarb Henricus Nijgh, Verleger des politisch gleichgesinnten Nieuwe Rotterdamsche Courant, eine Mehrheitsbeteiligung am Vaderland, nachdem er bereits 1922 den ebenfalls in Den Haag ansässigen Nieuwe Courant übernommen hatte, der schließlich 1936 im Vaderland aufging. Am Vorabend des Zweiten Weltkriegs verfügte die Zeitung über 11.000 Abonnenten. Während der darauffolgenden deutschen Besatzung der Niederlande musste sich das Blatt wie alle anderen niederländischen Zeitungen auch einer immer stärkeren Einflussnahme unterwerfen. Da die Zeitung auch nach 1942 noch erschienen war, erhielt sie nach dem Krieg ein Erscheinungsverbot. Das Vaderland nahm daraufhin den Titel seiner vormaligen, in ihr aufgegangenen Schwester Nieuwe Courant an, bis es Anfang 1951 wieder unter seinem alten Titel erscheinen konnte.
Während der Hollandsturmflut von 1953 trat die Zeitung ausnahmsweise aus ihrer eher begrenzten Verbreitung hervor und veröffentlichte eine Sonderausgabe in sechs Sprachen, die mit einer Auflage von 500.000 Exemplaren ausgeliefert wurde. Ihre auch nach dem Krieg vorhandene Nähe zum Liberalismus wurde besonders durch eine 1970 erfolgte Enthüllung des Vrij Nederland-Redakteurs Joop van Tijn deutlich, aus der hervorging, dass das Vaderland und seine Schwesterzeitungen Algemeen Handelsblad und Nieuwe Rotterdamsche Courant bei den Wahlen von 1967 neun Tage lang kostenlos ganzseitige Anzeigen der rechtsliberalen VVD abgedruckt hatten.
1972 endete größtenteils die inhaltliche Eigenständigkeit des Vaderland, als es zur Kopfzeitung des überregionalen Algemeen Dagblad wurde. Am 14. August 1982 wurde die Zeitung gänzlich eingestellt.